# ميلارد هامبتون
ميلارد هامبتون (بالإنجليزية: Millard Hampton)‏ هو عداء سريع أمريكي، ولد في 8 يوليو 1956 في فريسنو في الولايات المتحدة.

## وصلات خارجية
- ميلارد هامبتون على موقع الاتحاد الدولي لألعاب القوى (الإنجليزية)
- ميلارد هامبتون على موقع أوليمبيديا (الإنجليزية)